# Proprietarii
Proprietarii este un film românesc din 1973 regizat de Șerban Creangă. Rolurile principale au fost interpretate de actorii George Constantin, Ștefan Iordache, Amza Pellea.

## Distribuție
Distribuția filmului este alcătuită din:
- George Constantin — Iosif Roateș
- Amza Pellea — Alexandru Mușat
- Mihai Mălaimare
- Ernest Maftei — Griguță
- Vasile Ichim
- Toma Caragiu — Vereșezan
- Nicolae Ivănescu
- Carmen Galin — Natalia Toma
- Zephi Alșec — Calomfirescu
- Ștefan Iordache — Teodor Dan
- Mihai Mereuță — Ilie Gheorghe
- Ștefan Bănică — Iftimie
- Octavian Cotescu — Mateescu
- Constantin Cojocaru — Radu Neculai
- Ștefan Mihăilescu-Brăila — Meșterul Sîrbu

## Primire
Filmul a fost vizionat de 1.257.836 de spectatori în cinematografele din România, după cum atestă o situație a numărului de spectatori înregistrat de filmele românești de la data premierei și până la data de 31 decembrie 2014 alcătuită de Centrul Național al Cinematografiei.